# Рамбинас
Рамбинас (лит. Rambynas) — невисока гора (заввишки 46 м) на правому березі річки Німан (Nemunas) навпроти фортеці Рагніт (Рагніт — Ragainė, після 1946 р. — Німан).

## Історія
Рамбінас — священне місце племені скалвів, пізніше стало символом збереження литовського духу. Видатна історія відображена в легендах і переказах. Гору Рамбінас прославили Мартінас Янкус, званий патріархом Малої Литви, Відунас і інші громадські діячі Малої Литви.
За переказами на вершині знаходився жертовний камінь Перкуну (Пяркунас)— верховному богу литовців, пруссів і ятвягів. Язичницьке культове місце овіяне легендами. На камені були висічені дивні знаки, які за переказами  мали цілющу силу. На пласкому камені з давніх пір розміщували свої рясні жертви ті, хто прагнув розбагатіти, отримати багатий врожай на полях. Не оминали його й наречені. Вважалося, що від цього каменя залежить існування всієї Литви. У 1812 р. камінь був підірваний німецькими колоністами. У 1835 і 1878 р. сталися величезні обвали, при цьому нічний гуркіт розбудив мешканців Рагніта (з переляку вони залишили свої будинки), і частина гори була зруйнована річкою.

## Гора сьогодні
Сьогодні горою Рамбінас називають тільки збережене підніжжя жертовника, бо велика частина гори, підмита рікою, обвалилася. Центр культури Пагегського самоврядування щорічно 23 червня організовує на горі Рамбінас традиційне свято Йонінес (Іванів день) — «Вінок традицій по Відунас». Під час святкування 115-річчя Йонінес на горі Рамбінас був встановлений жертовник, створений лауреатом Національної премії, скульптором Рягімантасом Мідвікісом, що символізує трійцю богів балтів — Патрімпа, Перкуно, Патула.
Входить в територію утвореного в 1992 однойменного регіонального парку.  Назва використовується в назвах продуктів (сир «Рамбинас»), підприємств та закладів (ресторанів).